# Вулька-Рейовецька
Вулька-Рейовецька (пол. Wólka Rejowiecka) — село в Польщі, у гміні Рейовець Холмського повіту Люблінського воєводства.
Населення — 251 особа (2011).
У 1975-1998 роках село належало до Холмського воєводства.

## Демографія
Демографічна структура станом на 31 березня 2011 року:
|          | Загалом | Допрацездатний вік | Працездатний вік | Постпрацездатний вік |
| -------- | ------- | ------------------ | ---------------- | -------------------- |
| Чоловіки | 122     | 25                 | 84               | 13                   |
| Жінки    | 129     | 17                 | 71               | 41                   |
| Разом    | 251     | 42                 | 155              | 54                   |